# آرون سكوت
آرون سكوت (بالإنجليزية: Aaron Scott)‏، من مواليد 18 يوليو 1986، لاعب كرة قدم نيوزيلندي.
يلعب مع نادي وايتاكر يونايتد.
بدأ باللعب مع منتخب نيوزيلندا لكرة القدم في عام 2008.

## وصلات خارجية
- آرون سكوت على موقع الاتحاد الدولي (مؤرشف)  (الإنجليزية)
- آرون سكوت على موقع قاعدة بيانات كرة القدم.إي يو (الإنجليزية)
- آرون سكوت على موقع ناشيونال فوتبول تيمز (الإنجليزية)
- آرون سكوت على موقع Soccerway.com (الإنجليزية)
- آرون سكوت على موقع عالم كرة القدم.نت (الإنجليزية)
- آرون سكوت على موقع أوليمبيديا (الإنجليزية)
- آرون سكوت على موقع اللجنة الأولمبية النيوزيلندية (الإنجليزية)